# 深圳市公安局监管医院
深圳市公安局监管医院隶属于深圳市公安局预审监管支队，位于深圳市福田区上梅林公安街。该医院是一所安康医院，挂深圳市安康医院牌子，是对危害社会治安的精神病人依法进行强制医疗的专门机构。除强制医疗外，该医院还开展关于精神疾病司法鉴定、心理咨询、心理检测、戒毒等工作，并配合开展精神疾病社区防治工作。此外，该医院还负责为其他强制羁押场所对象提供医疗服务。

## 简介
该医院成立于2002年（对外称深圳市安康医院）。2004年该医院开始了对招工人员和拟收押（拘）人员的体检工作。2005年该医院在押人员住院部正式投入使用。2006年3月，该院成立了医疗专家小组，定期到基层看守所进行会诊，并对深圳市公安监管场所的医疗业务进行指导。2007年该院门诊大楼落成并正式开业，这使该院具备了一级综合医院的医疗水平，并使该市公安监管场所的在押人员获得医疗服务方面的保障。2010年6月29日，该院同深圳市第三人民医院合作成立深圳市第三人民医院梅林分院，由该院负责梅林分院的安全管理，深圳市第三人民医院负责提供医疗技术力量。这是该院同社会医院合作，为市公安监管场所在押人员提供更好服务的一次新尝试。